# Listă de cetățeni romani atestați pe teritoriul Daciei
Aceasta este o listă de cetățeni romani atestați pe teritoriul provinciei Dacia. 
| Nume                                                         | Funcție | Altele                              |
| ------------------------------------------------------------ | --- | ----------------------------------- |
| Acius Flavus                                                 | Sacerdotes Dei Iovi | Porolissum                          |
| Aelius Atticua/Atticus                                       | | Domnești                            |
| Aelius Constans                                              | |                                     |
| Antonius Mavius                                              | Sacerdotes Dei Iovi, decurio | Porolissum                          |
| Attonaris Bassus                                             | Sacerdotes Dei Iovi | Porolissum                          |
| Aurelius Theophilus                                          | decurion | Ulpia Traiana Sarmizegetusa         |
| Aurelius Timon                                               | veteran al Legiunii a XIII-a Gemina | Castrul roman de la Sânnicolau Mare |
| C. Arrius Antoninus                                          | |                                     |
| C. Aurelius Atilianus                                        | | Apulum                              |
| C. C. Hasta                                                  | |                                     |
| C. Iulius Maximinus                                          | |                                     |
| C. Iulius Septimius Castinus                                 | |                                     |
| C. Pescennius Niger                                          | |                                     |
| C. Sempronius Urbanus                                        | | Apulum                              |
| C. Sentius Iustinus                                          | ofițer, comandantul trupei de la Cigmău | Germisara                           |
| C. Valerius Cattulinus                                       | |                                     |
| C. Vettius Sabinianus Iulius Hospes                          | |                                     |
| Calpurnius Iulianus                                          | |                                     |
| Caius Arrius Antoninus                                       | Consularis et dux trium Daciarum | Gherla                              |
| Caius Avidius Nigrinus                                       | Legatus Augusti pro praetore |                                     |
| Caius Curtius Poll. Iustus                                   | |                                     |
| Caius Iulius Valentinus                                      | conductor salinarum, flamen Municipii, primus annualis mun. Septimii Apulensis et patronus collegii fabrum municipii supra scripti                                                     | Apulum                              |
| Caius Iulius Quadratus Bassus                                | Legatus Augusti pro praetore |                                     |
| Caius Marcius Vegesius                                       | Sacerdotes Dei Iovi | Porolissum                          |
| Castor                                                       | decurion | Ulpia Traiana Sarmizegetusa         |
| Cneius Minicius Faustinus Sextus Iulius Severus              | | Ulpia Traiana Sarmizegetusa         |
| Cneius Papirius Aelianus Aemilius Tuscillus                  | |                                     |
| D. Simonius Proculus Iulianus                                | |                                     |
| Decebalus Luci                                               | | Germisara                           |
| Egnatius                                                     | |                                     |
| Decimus Terentius Scaurianus                                 | Legatus Augusti pro praetore |                                     |
| Flavius Italicus                                             | | Porolissum                          |
| Glavus al lui Navatus din Sirmius                            | soldat | Gherla                              |
| Herennius Gemellinus                                         | | Apulum                              |
| Hermandio                                                    | sclav | Tibiscum                            |
| Iasdus Domitianus                                            | |                                     |
| Iulius Omucio                                                | libert | Sânpaul                             |
| Iulius Sabinus                                               | Legatus Augusti pro praetore |                                     |
| L. Iulius Proculus                                           | |                                     |
| L. Marius Perpetuus                                          | |                                     |
| L. Octavianus Iulianus                                       | |                                     |
| L. Octavius Felix                                            | | Apulum                              |
| L. Pomponius Liberalis                                       | |                                     |
| L. Vespronius Candidus                                       | |                                     |
| Lucius Aemilius Carus                                        | |                                     |
| Lucius Annius Fabianus                                       | |                                     |
| Lucius Ophonius Papiria Domitius Priscus                     | | Ulpia Traiana Sarmisegetusa         |
| Lucius Sempronius Ingenuus                                   | |                                     |
| M. Cuspidius Flaminus Severus                                | |                                     |
| M. Statius Priscus                                           | | Porolissum                          |
| M. Cocceius Genialis                                         | |                                     |
| M. Turranius Dil.                                            | | Tibiscum                            |
| Marcius Claudius Agrippa                                     | |                                     |
| Marcus Aurelius Vitalus                                      | Sacerdotes Dei Iovi, duumvir | Porolissum                          |
| Marcus Claudius Fronto                                       | Legatus Augusti pro praetore trium Daciarum, Legatus Augusti pro praetore Moesiae Superior et Daciae Apulensis, Legatus Augusti pro praetore provinciarum Daciarum et Moesiae Superior |                                     |
| Marcus Macrinius/Macrinus Avitus Catonius Vindex             | procurator provinciae Daciae Malvensis, praefectus alae I Ulpiae Centariorum |                                     |
| Marcus Sedatius Severianus Iulius Aurelius Metilius          | |                                     |
| Marcus Statius Cl. Priscus Licinius Italicus                 | |                                     |
| Marcus Valerius Maximianus                                   | |                                     |
| Memmius al lui Asclepius                                     | |                                     |
| P. Mevius Surus                                              | |                                     |
| P. Orfidius Senecio                                          | |                                     |
| P. Septimius Geta                                            | |                                     |
| Plautius Caesianus                                           | |                                     |
| Postumus                                                     | |                                     |
| Publius Aelius Marus                                         | conductor pascui et salinarum |                                     |
| Publius Aelius Euphorus                                      | libert | Micia                               |
| Publius Aelius Strenuus                                      | IIviral Colonia Sarmizegetusa, augur Colonia Apulum, decurio Colonia Drobeta, conductor pascuui, salinarum et commerciorum, patronus collegii nautae, centonarii, fabrii               |                                     |
| Publius Aelius Sempronius Lycinus                            | |                                     |
| Publius Cominius Clemens                                     | |                                     |
| Publius Furius Saturninus                                    | |                                     |
| Publius Helvius Pertinax                                     | procurator Augusti ad ducaena III Daciarum, consularis III Daciarum (comandant al trupelor din Dacia Superior)                                                                         |                                     |
| Q. Aurelius Polus Terentianus                                | |                                     |
| Q. Iulius Licinianus                                         | |                                     |
| Quintus Calpurnius Caedicianus                               | |                                     |
| Quintus Mustius Priscus                                      | |                                     |
| Titus Flavius Priscus Gallonius Fronto Quintus Marcius Turbo | praefectus |                                     |
| Sepenestus Cornon fiul lui Rivus                             | soldat | Gherla                              |
| Sextus Cornelius/Claudius Clemens                            | Consularis et dux trium Daciarum | Gherla                              |
| T. Claudius Gallus                                           | |                                     |
| Tiberius Claudius Quintilianus                               | procurator Dacia Porolissensis |                                     |
| Tiberius Claudius Xenophon                                   | | Apulum                              |
| Tiberius Iulius Pollenius Auspex                             | |                                     |
| Titus Calpurnius Proculus Cornelianus                        | |                                     |
| Titus Flavius Constans                                       | |                                     |
| Titus Iulius Flaccinus                                       | |                                     |
| Titus Desticius Severus                                      | procurator Dacia Superior |                                     |
| Ulpius Victor                                                | |                                     |